# Siba inu
A siba inu japán kutyafajta, a hat eredeti spitz fajta közül a legkisebb.
Kistermetű, mozgékony kutya, jól alkalmazkodik a hegyvidéki terephez, ezért eredetileg vadászkutyaként tenyésztették.  Hasonlít az akitára de kisebb.  Egyike azon kevés ősi kutyafajtáknak, amelyek mind a mai napig fennmaradtak.

## Elnevezése
Az inu japánul kutyát jelent, de a siba előtag eredete még nem tisztázott. A siba szó jelentése „bozót”, pontosabban olyan fa vagy bokor, mely levelei ősszel vörös színűvé válnak. A legtöbb siba inu szőre vörös színű, árnyalata megegyezik a bokrokéval, ezért sokan úgy gondolják, innen ered az elnevezésük. Mások úgy vélik, magára a bozótosra utal, mivel ezeket a kutyákat ott használták leginkább vadászatra. Tovább bonyolítja a helyzetet, hogy egy régi, naganói dialektusban a siba szó „kicsit” jelent, elképzelhető tehát, hogy a termetük után nevezték el őket. Éppen ezért előfordul a „kis, bozóti kutya” fordítás is.

## Ismertető

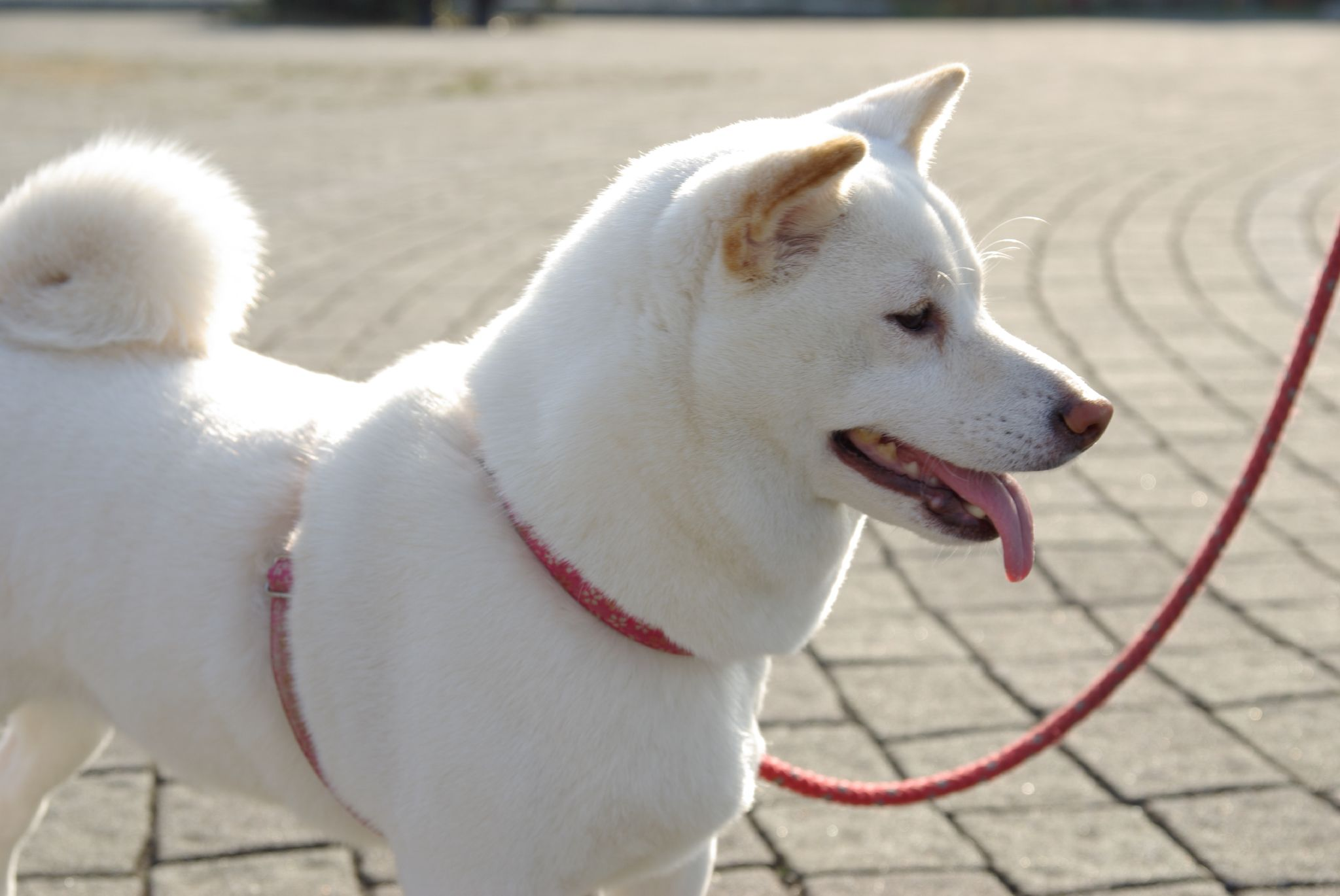
Fehér siba inu

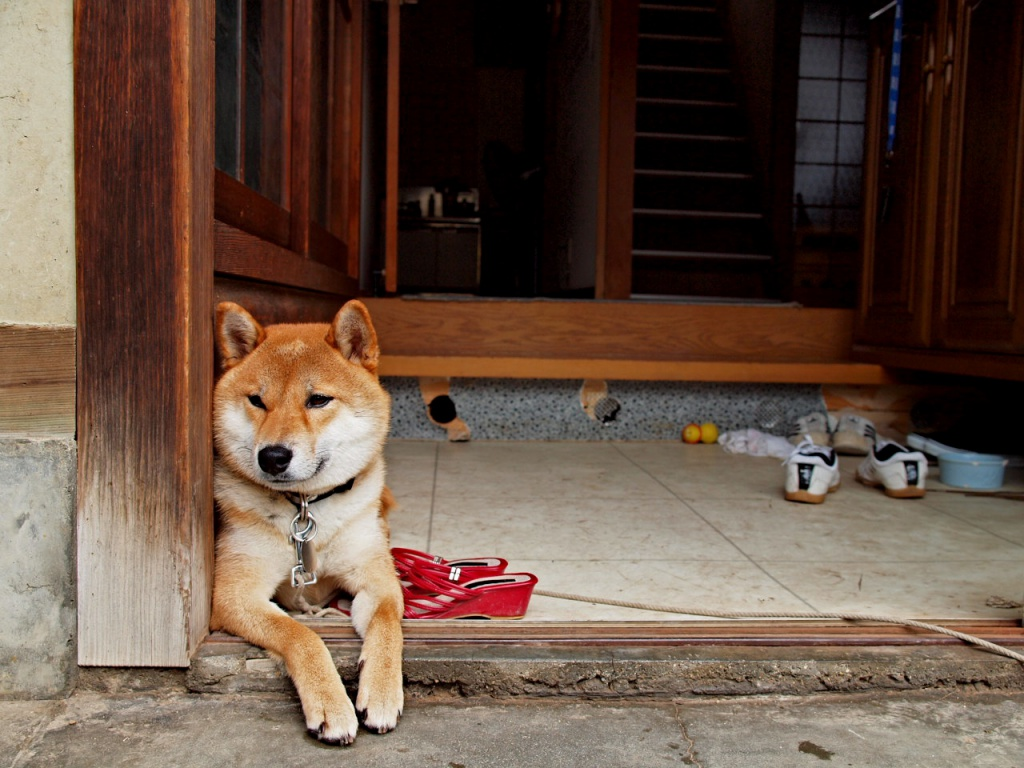
Siba inu a japán Kagava prefektúrából

### Megjelenése
A sibák testfelépítése zömök, jól fejlett izmaik vannak. A hímek marmagassága 35–42 cm, a nőstényeké 33–41 cm. Mindkét nem esetében az ideális magasság a skála középfoka. Csontozatuk középerős.
Szőrzetük kétrétegű: a fedőszőrzet kemény, érdes tapintású, aljszőrzetük puha és sűrű.  Rókásszerű arcukat, fülüket és lábaikat rövid, egyenes szőr borítja. Marjukon a védőszőrzet 4–5 cm, farokszőrzetük valamivel hosszabb. Lehetnek vörös, fekete és sárgásbarna, valamint szezámmag színűek, csontszínű, barnássárga vagy szürke aljszőrzettel.

### Vérmérséklete

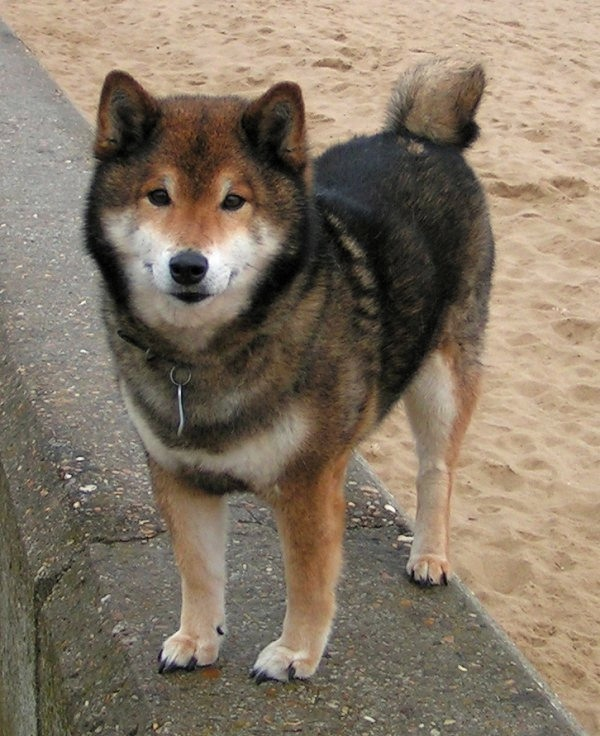
Szezám színű siba inu

Általában független természetűek és lehetnek agresszívak.  Az agresszív viselkedés a nőstény sibáknál gyakoribb és feltehetőleg összefügg a faj erős zsákmány-ösztönével.  A siba inukat legjobb olyan házban tartani, ahol nincsenek egyéb, kistermetű kutyák és kisgyerekek. Sokat számít a korai idomítás. A macskákkal jól kijönnek.
A siba inuk meglehetősen kényes kutyák és szükségesnek érzik önmaguk tisztántartását. Ebből kifolyólag előfordul, hogy a macskákhoz hasonlóan nyalogatják mancsukat, lábukat. Bár általában ügyelnek szőrzetük tisztaságára, mégis imádnak úszni és pocsolyákban játszani. Kényes és büszke természetük miatt a siba kölyköket nem nehéz szobatisztaságra nevelni, sok esetben maguktól válnak azzá. Ha a gazdájuk kiengedi őket az udvarra étkezés és szundikálás után, az már elegendő ahhoz, hogy kialakuljon náluk a szobatisztaság.
Egyedi vonásuk az ún. „siba sikoly”. Amikor kellőképp provokálják őket, vagy úgy érzik, hogy rosszul bánnak velük, a siba inuk magas, éles hangot hallatnak. Akkor is kiadhatják ezt a hangot, ha megörülnek valakinek, például gazdájuk hazaér egy huzamosabb távollét után, vagy egy általuk kedvelt vendég jön látogatóba.

## Eredete
A közelmúltban végzett DNS-kutatások kimutatták, hogy a siba inuk a legősibb spitz fajok közé tartoznak: gyökereik az i.e. 3. századig nyúlnak vissza.

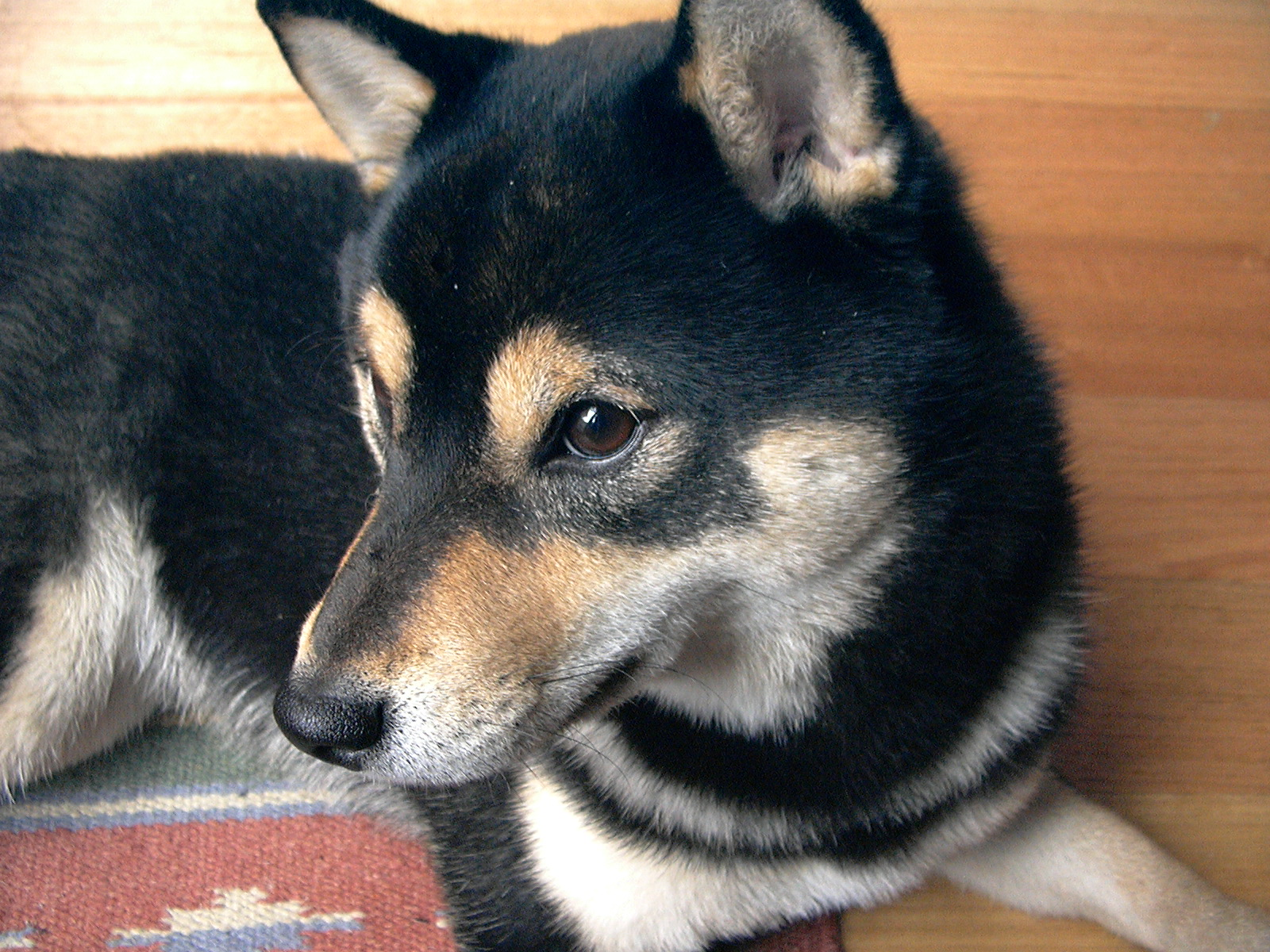
Fekete és sárgásbarna siba inu

Eredetileg kistermetű vadak, mint pl. nyulak és kisebb madarak felveréséhez és vadászatához tenyésztették. Bár mindent megtettek a faj fennmaradása érdekében, a II. világháború alatt szinte teljesen kipusztultak, köszönhetően az élelmiszerhiánynak és a háború utáni kutyabetegség-járványnak.
A háború után született sibák a 3 fennmaradt vérvonal leszármazottai: sinsu siba Nagano prefektúrából, Minu siba Gifu prefektúrából, valamint szan’in siba Tottori és Simane prefektúrákból. A sinsu sibák vastag aljszőrzettel rendelkeztek, védőszőrzetük sűrű volt, kistermetűek és vörös színűek voltak. A minu sibáknak hegyes, vastag fülük volt, farkukat pedig szablya alakba hajlítva a hátuk fölött tartották, ellentétben a legtöbb mai siba felkunkorított farkával.  A szan’in sibák a szokásosnál nagyobb termetűek voltak, tiszta fekete szőrzetük megkülönböztette őket a modern fekete és sárgásbarna sibáktól. Mikor a japán kutyafajták tanulmányozásának eredménye megszületett a XX. század közepén, a három létező vérvonalat keresztezték és megszületett a ma ismert siba inu faj.

### Gondozása
A siba inukat leggyakrabban érintő betegségek az allergia, zöld hályog, szürkehályog, csípőízület diszplázia, szemhéj befelé fordulása és a térdkalács ficam. Összességében azonban a sibák remek genetikai adottságokkal rendelkeznek, ezért a genetikai betegségek náluk sokkal kisebb számban fordulnak elő, mint más kutyafajtáknál.
Ízületeik kivizsgálása ajánlott bizonyos időközönként, bár a legtöbb ilyen jellegű problémát már kölyökkorukban felfedezik. Ha kétéves korukig nem alakul ki ízületi probléma, később már nagy valószínűséggel nem is fog, mivel erre a korra megszilárdul a sibák csontváza.  Idővel szemproblémák jelentkezhetnek náluk, ezért nem árt évente egy szemvizsgálatot végeztetni. Ahogy a többi kutyát, a siba inukat is ajánlott naponta sétáltatni.

### Élettartama
Átlagos élettartamuk 12-15 év.  Hogy hosszú életet éljenek, elengedhetetlenül szükséges a napi testmozgás, különösképpen a séta.  A legidősebb ismert siba, Puszuke 26 évesen hunyt el 2011 decemberében, és akkor a világ legöregebb kutyájaként tartották számon.

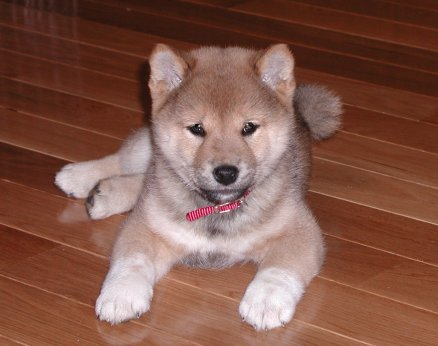
Kölyök siba

### Szőrzetápolási igénye
Mivel a siba inuk meglehetősen tiszták, szőrzetük kevés ápolást igényel. Szőrük érdes és vízálló, ezért csak ritkán kell őket megfürdetni. Vastag aljszőrzetük a fagypont alatti hőmérséklet ellen is jól védi őket.
Vedlésük azonban okozhat kellemetlenségeket. Évszakok váltásánál vedlenek leginkább, különösen a nyári hónapokban. Ebben az időszakban a rendszeres kefélés elengedhetetlen. Nem tanácsos a sibák bundáját bármilyen formában leborotválni vagy ritkítani, hisz az megvédi őket a hidegtől és a hőségtől is egyaránt.

## Fordítás
- Ez a szócikk részben vagy egészben  a   Shiba Inu című angol Wikipédia-szócikk ezen változatának fordításán alapul.  Az eredeti cikk szerkesztőit annak laptörténete sorolja fel. Ez a jelzés csupán a megfogalmazás eredetét és a szerzői jogokat jelzi, nem szolgál a cikkben szereplő információk forrásmegjelöléseként.